# 赵正洪
赵正洪（1913年—1992年），中国人民解放军开国少将。。

## 生平
1930年参加中国工农红军，1930年加入中国共产主义青年团，1933年转入中国共产党。任红四军第十师二十九团政治处宣传队队长，红三十军第八十八师二六三团连长，连政治指导员，师部通信队队长，第八十八师二六八团营政治委员、营长。
抗日战争时期，任八路军冀中军区第八军分区二十三团政治委员，冀中军区卫生部政治部主任、政治委员。
解放战争时期，任东北民主联军第三纵队八师副政治委员兼政治部主任，第九师政治委员，安东军区政治部主任，辽东军区政治部主任。
中华人民共和国成立后，任东北军区空军政治部主任，空六军军政治委员。1960年调任中华人民共和国体育运动委员会副主任兼国防体育协会副主任，全国体育总会主席。